# Laura Olivia Spengel

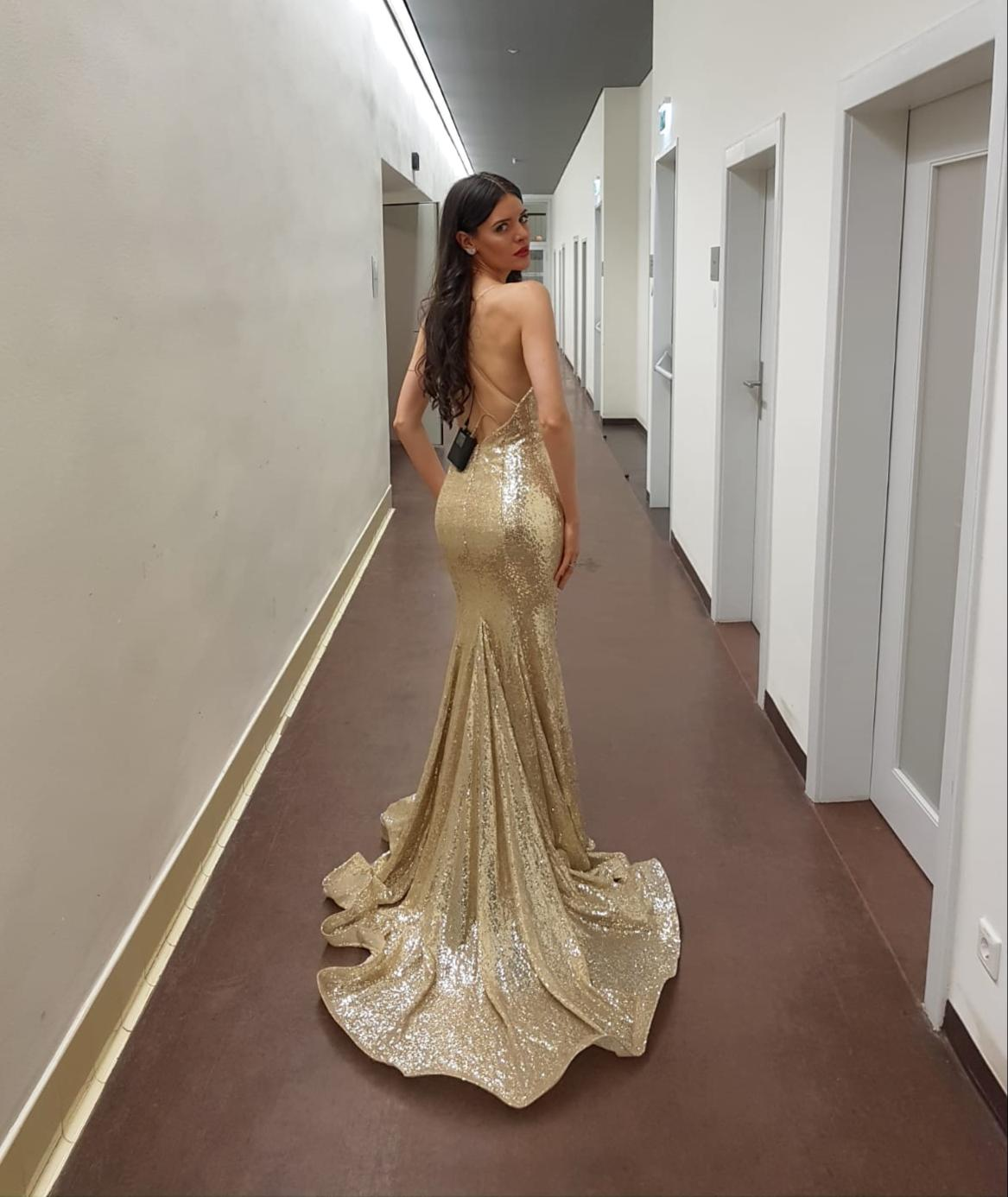
Laura Olivia Spengel in 2019

Laura Olivia Spengel (* 18. Juli 1989 in Berlin) ist eine polnische Mezzosopranistin. Seit 2004 lebt sie in Wien.

## Leben
Laura Olivia Spengel ist die Tochter der polnischen Sopranistin Grazyna Wojtanowska und des polnischen Fußballspielers Leszek Spengel. Sie wuchs in Berlin auf und zog im Alter von 14 Jahren mit ihrer Mutter nach Wien. Dort heiratete ihre Mutter den österreichischen Primgeiger der Wiener Philharmoniker, Peter Götzel.
Laura Olivia Spengel begann früh mit ihrer musikalischen Ausbildung, unter anderem war sie langjähriges Mitglied des Berliner Kinderchores. Sie studierte Musikwissenschaften an der Universität Wien, Sologesang an der Musik und Kunst Privatuniversität der Stadt Wien bei Kammersängerin Gabriele Sima und Kunst- und Kulturmanagement an der Angewandten Universität Wien. Sie wird von ihrer Mutter Grazyna Wojtanowska unterrichtet.
Während ihres Studiums war sie im Theater Akzent als Hänsel in Engelbert Humperdincks Oper Hänsel und Gretel, als Schwester Clara in Francis Poulencs Gespräche der Karmelitinnen, wie auch bei Opern- und Liederabenden im In- und Ausland zu hören. Sie absolvierte Meisterkurse bei Thomas Hampson, Juan Diego Flórez, Marjana Lipovšek, Sona Ghazarian und Brigitte Fassbaender.
Engagements führten sie bereits zu den Festivals Heidelberger Frühling, Brucknerfest Linz und Daegu International Opera Festival in Südkorea.
2015 war sie Teilnehmerin des ORF Songbook Projektes und arbeitete in diesem Rahmen mit dem Filmregisseur Michael Haneke zusammen. Im Sommer selben Jahres war sie Stipendiatin der Bayreuther Festspiele.
Drei Jahre in Folge wurde sie vom Wiener Hofburg Orchester eingeladen, um die traditionelle Silvester - und Neujahrskonzerte zu singen.
Im Rahmen eines Stipendiaten-Förderungsprogrammes sang sie 2016 ein Konzert an der Wiener Staatsoper und ein Gala Konzert in Seoul mit dem Prime Philharmonic Orchestra Korea.
Im Juni 2018 debütierte sie im Wiener Musikverein an der Seite von Juan Diego Flórez in der Rolle der Maddalena in Gioachino Rossinis Il viaggio a Reims. Es folgte ein Engagement in Sofia, wo sie begleitet vom  Sofia Philharmonic Orchestra unter Emil Tabakov in der 8. Sinfonie von Gustav Mahler sang.
Laura Olivia Spengel trat im November 2018 erstmals im großen Saal des Brucknerhauses mit ihrem ersten Solo-Arienabend auf, begleitet vom Kammerorchester Sinfonietta Linz.
Ihr Debüt in Polen hatte sie im September 2019 mit den Rückert-Liedern von Gustav Mahler,  begleitet von der Sinfonietta Cracovia unter Jurek Dybał  im Krzysztof Penderecki European Centre For Music. Im selben Jahr trat sie bei der Wiedereröffnung der Rosenhügel-Studios in Wien auf.
Im Lockdown 2020/21 während der COVID-19-Pandemie nahm sie an mehreren Konzert-Streamings teil, unter anderem an der ersten Online-Operngala, die in Virtual Reality „Amadepolis“ stattfand. Sie unterstützte auch The Female Factor, eine Organisation, die Frauen in Führungspositionen fördert, mit einem Live-Videoclip bei der „Limitless Conference“. Dieses Projekt wurde von den Vereinten Nationen in Wien mitorganisiert.
Spengel ist Mitglied des von Yehudi Menuhin gegründeten Vereins Live Music Now, mit dem sie regelmäßig an wohltätigen Konzerten teilnimmt und sich bei sozialen Projekten engagiert.

## Auszeichnungen
- 2013: 1. Internationaler Beaumarchais Concours, Finalistin[8][9]
- 2015: International Osaka Music Competition, Finalistin[1]
- 2016: Internationaler Wettbewerb Accademia Belcanto, Preis für Beste Interpretation
- 2017: Berliner Music Competition, Golden Medal[10]
- 2017: Wiener Musikseminar (Dichler-Wettbewerb), 1. Preis